# 망점

왼쪽: 망점의 점. 오른쪽: 인간의 눈이 충분한 거리를 두었을 때 이러한 류의 나열을 어떻게 보는지를 나타냄.

망점(網點)은 점을 사용하여 크기나 간격에 따라 연속 색조의 상을 따라 만드는 복사(複寫) 기법이나 점으로, 그라디언트와 같은 효과를 낸다. 망판(網版)은 이러한 과정을 통해 만들어낸 인쇄물이다. 영어로는 하프톤(halftone)이라고 하며 이 두 가지 뜻을 모두 내포한다. 유의어로는 중간 색조(中間色調), 중간색(中間色), 반색조(半色調)가 있다.

## 역사

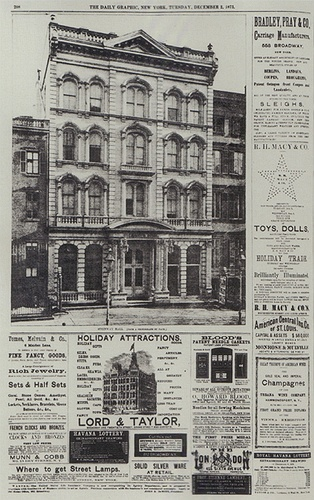
미국의 주간지에서 망점을 이용한 최초의 인쇄 사진. 1873년 12월 2일.

윌리엄 폭스 탤벗이 망점 인쇄 개념에 기여하였다. 1830년대 초에 그는 사진 요판 가공과 결합하여 사진용 스크린을 이용하는 것을 제안했다.

## 디지털 망점
디지털 망점은 Crosfield Electronics, Hell, Linotype-Paul와 같은 회사들이 제조한, 컬러 드럼 스캐너에 연결된 영화 녹화기용 전자점 발생기가 개발되던 1970년대부터 사진 망점을 대체해왔다.
1970년대 말 이후의 초기의 레이저 프린터는 망점을 만들 수 있었지만 원래의 300 dpi 해상도는 스크린 선 수를 약 65 lpi정도로 제한시켰다. 나중에 600 dpi 이상의 더 높은 해상도로 발전하였고 디더링 기법이 도입되었다.

## 같이 보기
- 듀오톤
- 메조틴트
- 펄스 폭 변조
- 래스터 이미지 프로세서
- 스크린톤